# Lou Zocchi

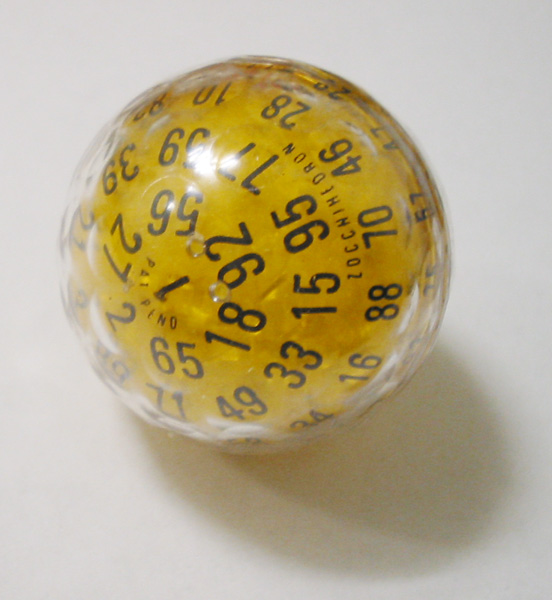
Würfel (W100): Zocchihedron

Louis Joseph „Lou“ Zocchi (* 16. Februar 1935 in Chicago, Illinois, Vereinigte Staaten) ist ein US-amerikanischer Würfeldesigner.

## Leben
Er war technischer Sergeant der United States Air Force. Kurz vor seinem Ruhestand gründete er in Biloxi (Mississippi) die Firma Zocchi Games, die später in Gamescience umbenannt wurde. Dort erfand er mehrere exotische Würfelsorten. Sein Hauptaugenmerk lag auf der Perfektion herkömmlicher Würfel, so dass deren Wahrscheinlichkeitsverteilung möglichst ideal sein sollte. Abgerundete Ecken, die auf Kosten der Genauigkeit die Rolleigenschaften verbessern, lehnt Zocchi ab.
Bekannt wurde er über diese Qualitätswürfel hinaus vor allem durch seine kreativen Würfelkonstruktionen. Er erfand unter anderem echte fünfseitige (W5), siebenseitige (W7) und neunseitige (W9) Würfel. Seine berühmteste Kreation ist der echte hundertseitige Würfel (W100), der nach ihm auch Zocchihedron genannt wird. Diesen stellte er 1985 vor. Eine neuere Entwicklung (zusammen mit Alexander Simkin) ist der 24-seitige “D-Total” (“Dime-Total”), der mittels Mehrfachbeschriftung 18 Würfel ersetzt, u. a. D2 (=W2), W3, W4, W5, W7, W8, W10, W12, W20 und W24.
Inzwischen hat sich Zocchi aus dem aktiven Geschäft zurückgezogen.

### Spiele
Neben Würfeln erfand er auch einige Tabletop- bzw. Wargaming-Spiele namens
- Alien Space,
- The Battle of Britain und
- Luftwaffe.